# Séminaire Lotharingien de Combinatoire
Le Séminaire Lotharingien de Combinatoire  (ISSN 1286-4889) est une revue scientifique spécialisé en  mathématiques combinatoires, nommée ainsi d'après la Lotharingie. C'est un journal électronique, en  libre accès. Il est édité en coopération avec la Société mathématique européenne.
Depuis 1980 il existe un séminaire éponyme commun aux universités de Bayreuth, Erlangen et Strasbourg. C'est en 1994 que la décision de création du journal de même nom a été prise. Le journal publie notamment les textes des exposés aux séances du séminaire, qui continue à se réunir régulièrement, en général deux fois par an. Les actes des premières réunions du séminaires, alors éditées sur papier, ont été scannées et sont aussi disponibles électroniquement. Depuis le volume 32, tous les articles sont soumis à une  évaluation préalable par des pairs. 
Les éditeurs en chef du journal sont, en 2013 : 
- Christian Krattenthaler (université de Vienne) ;
- Volker Strehl (université d'Erlangen) ;
- Jean-Yves Thibon (université de Paris-Est Marne-la-Vallée).